# El bienamado (telenovela brasileña)
O Bem-Amado (en español: El Bienamado) es una telenovela brasileña producida y transmitida por TV Globo. Escrita por Dias Gomes, su historia fue inspirada en una obra de teatro del mismo autor. La trama se emitió originalmente del 22 de enero al 3 de octubre de 1973 en 178 capítulos. Dirigida por Régis Cardoso, fue la primera telenovela en Brasil producida en color y también que se distribuyó a otros países.

## Sinopsis
El alcalde Odorico Paraguaçu es un político demagogo y corrupto que, con sus discursos inflamados y verbosos, engaña a la gente sencilla de la pequeña Sucupira, una ciudad costera del estado brasileño de Bahía. El principal objetivo de su administración es la inauguración del cementerio local, criticado por la oposición a su gobierno, encabezado por la familia Medrado, que comanda la policía local, la dentista Lulu Gouveia y el periodista Neco Pedreira, redactor jefe del diario A Trombeta.
El brazo directo de Odorico en el Ayuntamiento es su secretario Dirceu Borboleta, un tipo tímido, tartamudo y torpe que solo quiere saber cómo cazar lepidópteros. Las mayores simpatizantes del alcalde son las hermanas Cajazeiras: Doroteia, Dulcineia y Judiceia. Solteronas y chicas falsas, cada una mantiene un romance secreto con Odorico, sin que una se entere de la otra, hasta que Dulcineia queda embarazada y el alcalde establece la paternidad del bebé para que caiga sobre Dirceu.
Maquiavélicamente, Odorico planea la muerte de alguien en la ciudad para que se inaugure su cementerio. Sin embargo, siempre termina fracasando. Ni los varios intentos de suicidio del depresivo farmacéutico Libório, todos frustrados, ni el deseo de Zelão de volar como un pájaro (y la expectativa de que se caiga al suelo), ni siquiera un tiroteo en la plaza, un crimen y un moribundo de la ciudad vecina le proporcionan la realización de ese sueño.
Hasta que el alcalde tiene la idea de enviar al famoso asesino Zeca Diabo a Sucupira para ordenar el servicio, independientemente de la víctima. Pero Odorico no contaba con que el asesino profesional, lamentando su pasado de crímenes, se retirara, cuidando solo de su anciana madre, su fe en el padre Cicerón y su sueño de ser dentista.
Odorico todavía se enfrenta al médico idealista Juarez Leão, quien es terco en su misión de salvar vidas. Conmocionado por el trauma de haber perdido a su esposa en sus manos durante la cirugía, el médico bebe, pero hace un buen trabajo en Sucupira cuidando la salud de las personas, para consternación del alcalde. Juárez le arrebata el corazón a Telma, la temperamental hija de Odorico, que vive para criticar los métodos de su padre, sospechando que él fue el responsable de la muerte de su madre.

## Elenco
| Actor/Actriz              | Personaje                                   |
| ------------------------- | ------------------------------------------- |
| Paulo Gracindo            | Odorico Paraguaçu                           |
| Lima Duarte               | José Tranquilino da Anunciação (Zeca Diabo) |
| Zilka Salaberry           | Donana Medrado                              |
| Emiliano Queiroz          | Dirceu Fonseca (Dirceu Borboleta)           |
| Ida Gomes                 | Doroteia Cajazeira                          |
| Dorinha Duval             | Dulcineia Cajazeira                         |
| Dirce Migliaccio          | Judiceia Cajazeira                          |
| Jardel Filho              | Juarez Leão                                 |
| Sandra Bréa               | Telma Paraguaçu                             |
| Carlos Eduardo Dolabella  | Neco Pedreira                               |
| Gracindo Júnior           | Jairo Portela                               |
| Maria Cláudia             | Adalgisa Portela (Gisa)                     |
| Milton Gonçalves          | Zelão das Asas                              |
| Ruth de Souza             | Francisca (Chiquinha do Parto)              |
| Lutero Luiz               | Lulu Gouveia                                |
| Álvaro Aguiar             | Hilário Cajazeira                           |
| Ana Ariel                 | Zora Paraguaçu                              |
| Wilson Aguiar             | Nezinho do Jegue                            |
| Rogério Fróes             | Vigário                                     |
| Suzy Arruda               | Flor Fonseca (Florzinha)                    |
| Arnaldo Weiss             | Libório                                     |
| André Valli               | Ernesto Cajazeira                           |
| Lídia Mattos              | Dona Virgínia                               |
| Juan Daniel               | Pepito                                      |
| Guiomar Gonçalves         | Maria da Penha                              |
| Ferreira Leite            | Joca Medrado                                |
| Rafael de Carvalho        | Coronel Emiliano Medrado                    |
| Isolda Cresta             | Odete                                       |
| João Paulo Adour          | Cecéu Paraguaçu                             |
| Dilma Lóes                | Anita Medrado                               |
| Augusto Olímpio           | Cabo Ananias                                |
| Apolo Corrêa              | Maestro Sabiá                               |
| Estelita Bell             | Cora Raimunda                               |
| Angelito Mello            | Mestre Ambrósio                             |
| Antônio Victor            | Demerval Barbeiro                           |
| Margarida Rey             | Glória                                      |
| Eliezer Motta             | Quelé                                       |
| João Carlos Barroso       | Eustórgio                                   |
| Teresa Cristina Arnaud    | Mariana                                     |
| Jorge Botelho             | Nadinho                                     |
| D'Artagnan Mello          | Carlito Medrado                             |
| Valéria Amar              | Jaciara                                     |
| Antônio Carlos Ganzarolli | Tião Moleza                                 |
| Adelaide Conceição        | Sofia Cajazeira                             |

Participaciones especiales
- Alciro Cunha - Tonhão
- Analy Álvarez - Lúcia Leão
- Auricéia Araújo - Doña Hermínia
- Geny do Amaral - Rosa Paraguaçu
- Jorge Cândido - Hotelero
- Maria Tereza Barroso - Cotinha Cajazeira
- Mário Petraglia - Damião
- Marta Anderson - Geruza
- Nanai - Demerval Barbeiro
- Nair Prestes - Balbina
- Dino Santana - Jagunço de Odorico

## Producción
O Bem-Amado fue una adaptación televisiva del texto de la obra de teatro Odorico, o Bem-Amado e os Mistérios do Amor e da Morte, escrita en 1962 por el novelista Dias Gomes. Después de ser publicada en una revista, la obra fue puesta en escena en un programa de televisión y, a fines de la década de 1960, fue llevada a los teatros. La inspiración de Gomes para escribir la historia provino de una crónica de un periódico que abordó la elección de un candidato a la alcaldía de una ciudad brasileña que prometió construir un cementerio.
Las escenas de la telenovela se rodaron en la ciudad de Río de Janeiro, en un barrio que representaba a la ficticia Sucupira. La trama fue la primera en la televisión brasileña producida en color.

## Transmisión
TV Globo transmitió O Bem-Amado originalmente del 22 de enero al 3 de octubre de 1973 a las 10 p. m.. Una repetición compacta de 60 capítulos se emitió en el mismo horario del 3 de enero al 24 de junio de 1977.
La telenovela fue la primera brasileña que se distribuyó para exhibición en otros países; hasta entonces, solo se vendían textos para adaptación. Comenzó a emitirse internacionalmente en México e en Uruguay, a 1976, y luego se exportó a toda Latinoamérica (excepto Venezuela) y, también, a Estados Unidos, a través de Spanish International Network, además de venderse a Portugal. En total, treinta países retransmitieron la trama.

## Premios
| Año  | Premio                   | Categoría            | Persona          | Resultado | Ref   |
| ---- | ------------------------ | -------------------- | ---------------- | --------- | ----- |
| 1973 | Prêmio APCA de Televisão | Mejor Telenovela     | Mejor Telenovela | Ganador   | [ 1 ] |
| 1973 | Prêmio APCA de Televisão | Mejor Actor          | Paulo Gracindo   | Ganador   | [ 1 ] |
| 1973 | Troféu Imprensa          | Mejor Telenovela     | Mejor Telenovela | Ganador   | [ 1 ] |
| 1973 | Troféu Imprensa          | Revelación Femenina  | Sandra Bréa      | Ganador   | [ 1 ] |
| 1973 | Troféu Imprensa          | Revelación Masculina | Lima Duarte      | Ganador   | [ 1 ] |

## Versiones y adaptaciones
De 1980 a 1984, TV Globo emitió la serie del mismo nombre como continuación de la telenovela original en episodios semanales y, posteriormente, mensuales. También de la autoría de Dias Gomes, mantuvo parte del elenco principal, incluido el protagonista Paulo Gracindo (Odorico Paraguaçu). En 2011, Globo también emitió la miniserie homónima. A su vez, fue una aparición en televisión del largometraje de 2010 dirigido por Guel Arraes y protagonizado por Marco Nanini.
En 1996, Televisión Nacional de Chile emitió el remake Sucupira, con guion de Víctor Carrasco y protagonizado por Héctor Noguera. En 1998 ganó el spin-off Sucupira, la comedia.
En 2017, el canal mexicano Televisa produjo su adaptación mexicana, El Bienamado, para transmisión en Las Estrellas, protagonizada por Jesús Ochoa.